# Miyuki Miyabe
Miyuki Miyabe (japonés, 宮部 みゆき, Kōtō Tokio, 23 de diciembre de 1960) es una escritora japonesa, conocida especialmente por sus novelas policiacas. Superventas en su país, según datos de 2007 llevaba más de 40 millones de ejemplares vendidos.

## Biografía
Diplomada de la Escuela Superior Sumidagawa y, cuando trabajada en una oficina de abogados, comenzó a tomar clases de escritura en unos cursos organizados por la editorial Kodansha.
Su relato de 1987 Warera ga rinjin no hanzai (我らが隣人の犯罪) es considerado su debut literario.
Para 2012 había publicado 46 novelas, 15 de las cuales han sido llevadas al cine.
Ha recibido prestigiosos premios y sus obras han sido traducidas a numerosos idiomas.
En España, la editorial Quaterni ha publicado la Tetralogía de Tokio, compuesta por El susurro del diablo, Fuego Cruzado, La sombra de Kasha y RPG. Juego de rol, todas ellas traducidas por Purificación Meseguer.

## Premios
- Premio Shūgorō Yamamoto 1993 por La sombra de Kasha
- Premio Naoki 1998 por Riyū (理由) (La razón)

## Obras
Lista incompleta
- パーフェクト・ブルー (1989, ISBN 4488411010) (Azul perfecto)
- Majyutsuwa sasayaku (魔術はささやく) (1989)
- Wareraga rinjin no hanzai (我らが隣人の犯罪) (1990, ISBN 4061487396)
- レベル7 (1990) (Nivel 7)
- Ryu-wa nemuru (龍は眠る) (1991)
- Honjyo Fukagawa Fushigizoushi (本所深川ふしぎ草紙) (1991, ISBN 4101369151)
- Henjiwa iranai (返事はいらない) (1991, ISBN 4101369135)
- Kamaitachi (かまいたち) (1992)
- Konyawa nemurenai (今夜は眠れない) (1992)
- Suna-ku gari (スナーク狩り) (1992, ISBN 4334724094)
- Kasha = All She was Worth (火車) (1992, ISBN 4101369186)
- Nagai nagai Satsujin (長い長い殺人) (1992, ISBN 4334728278)
- Torinokosarete (とり残されて) (1992, ISBN 4167549026)
- Stepfather Step (ステップファザー・ステップ) (1993)
- Furueru Iwa - Reigen Ohatsu Torimonohikae-1 (震える岩 霊験お初捕物控1) (1991)
- Sabishii karyudo (淋しい狩人) (1993)
- Chikagaino ame (地下街の雨) (1994)
- Maboroshiiro Edogoyomi (幻色江戸ごよみ) (1994)
- Yumenimo omowanai (夢にも思わない) (1995, ISBN 4043611021)
- Hatsu monogatari (初ものがたり) (1995)
- Itokichino Koi (糸吉の恋) (愛蔵版のみ収録/『小説歴史街道』1996年初夏号)
- Hatobuesou (鳩笛草) (1995)
- Hitojichi Canon (人質カノン) (1996, ISBN 4167549042)
- Gamoutei jiken (蒲生邸事件) (1996)
- Kanninbako (堪忍箱) (1996)
- Tengukaze Reigen Ohatsu Torimonohikae-2 (天狗風 霊験お初捕物控2) (1997, ISBN 4062732572)
- Kokoro torokasuyouna Masa-no Jikenbo(心とろかすような マサの事件簿) (1997, ISBN 4488411029)
- Riyū (理由) (1998)
- Crossfire (クロスファイア) (1998)
- Bonkura (ぼんくら) (2000)
- Ayashi (あやし 怪) (2000)
- Mohouhan (模倣犯) (2001)
- R.P.G. = Shadow Family (2001, ISBN 408747349X)
- Dream Buster (ドリームバスター) 1-4 (2001–07)
- Akanbee (あかんべえ) (2002)
- Brave Story (ブレイブ・ストーリー) (2003)
- Dareka (誰か) Somebody (2003)
- ICO -Kirino shiro- (－霧の城－) (2004, ISBN 4062124416)
- Higurashi (日暮らし) (2005)
- Koshukuno hito (孤宿の人) (2005)
- Namonaki doku (名もなき毒) (2006, ISBN 4344012143)
- Rakuen (楽園) (2007)
- Osoroshi Mishimayahenchou Hyakumonogatari Kotohajime (おそろし 三島屋変調百物語事始)　(2008)
- Eiyū no sho = The Book of Heroes (英雄の書) (2009)
- Kogure Shashinkan (小暮写真館)　(2010)